# Antogny-le-Tillac
Antogny-le-Tillac é uma comuna francesa na região administrativa do Centro, no departamento Indre-et-Loire. Estende-se por uma área de 17,36 km². Em 2010 a comuna tinha 514 habitantes (densidade: 29,6 hab./km²).